# Расслоение на окружности
Расслоение на окружности — это расслоение, в котором слоями являются окружности {\displaystyle \scriptstyle \mathbf {S} ^{1}}.
Ориентированные расслоения на окружности известны также как главные U(1)-расслоения. В физике расслоения на окружности являются естественными геометрическими установками для электромагнетизма. Расслоение на окружности является частным случаем расслоений на сферы.

## Как 3-многообразия
Расслоение на окружности поверхностей является важным примером 3-многообразий. Более общим классом 3-многообразий являются расслоения Зейферта, которые можно рассматривать как вид «вырожденных» расслоений на окружности или как расслоение на окружности двумерных орбиобразий.

## Отношение к электродинамике
Уравнения Максвелла соответствует электромагнитному полю, представленному 2-формой F с {\displaystyle \pi ^{\!*}F} гомологически эквивалентным нулю. В частности, всегда существует ковариантный вектор A, электромагнитный потенциал, (эквивалентно, аффинная связность), такой, что
{\displaystyle \pi ^{\!*}F=dA.}
Если дано расслоение на окружности P многообразия M и его проекция
{\displaystyle \pi :P\to M},
имеем гомоморфизм
{\displaystyle \pi ^{*}:H^{2}(M,\mathbb {Z} )\to H^{2}(P,\mathbb {Z} )},
где {\displaystyle \pi ^{\!*}} является обратным образом. Каждый гомоморфизм соответствует монополю Дирака. Целые группы когомологий соответствуют квантованию электрического заряда. Эффект Ааронова — Бома можно понимать как голономию связи на ассоциированном линейном расслоении, описывающую волновую функцию электрона. В сущности, эффект Ааронова — Бома не является квантово-механическим эффектом (вопреки популярному представлению), так как здесь не вовлекается и не требуется никакого квантования при построении расслоения.

## Примеры
- Расслоение Хопфа является примером нетривиального расслоения на окружности.
- Сферическое нормальное расслоение поверхности является другим примером расслоения на окружности.
- Сферическое нормальное расслоение неориентируемой поверхности является расслоением на окружности, которое не является главным расслоением {\displaystyle U(1)}. Только ориентируемые поверхности имеют главные сферические касательные расслоения.
- Другим методом для построения расслоения на окружности является использование комплексного линейного расслоения {\displaystyle L\to X} и взятие ассоциированного расслоения на сферы (в данном случае — на окружности). Поскольку это расслоение имеет индуцированную ориентацию из {\displaystyle L}, получаем, что оно является главным расслоением {\displaystyle U(1)}[1]. Более того, характеристические классы из теории Чженя — Вейля расслоений {\displaystyle U(1)} согласуются с характеристическими классами {\displaystyle L}.
- Например, рассмотрим аналитификацию {\displaystyle X} комплексной плоской кривой

{\displaystyle {\text{Proj}}\left({\frac {\mathbb {C} [x,y,z]}{x^{n}+y^{n}+z^{n}}}\right)}
Поскольку {\displaystyle H^{2}(X)=\mathbb {Z} =H^{2}(\mathbb {CP} ^{2})} и характеристические классы отображаются обратно нетривиально, мы получаем, что линейное расслоение, ассоциированное с пучком {\displaystyle {\mathcal {O}}_{X}(a)={\mathcal {O}}_{\mathbb {P} ^{2}}(a)\otimes {\mathcal {O}}_{X}}, имеет класс Чженя {\displaystyle c_{1}=a\in H^{2}(X)}.

## Классификация
Классы изоморфности главных расслоений {\displaystyle U(1)} многообразия M находятся во взаимнооднозначном соответствии с гомотопическими классами отображений {\displaystyle M\to BU(1)}, где {\displaystyle BU(1)} называется классифицирующим пространством для U(1). Заметим, что {\displaystyle BU(1)=CP^{\infty }} является бесконечномерным комплексным проективным пространством, и что оно является примером пространства Эйленберга-Маклейна {\displaystyle K(\mathbb {Z} ,2)}. Такие расслоения классифицируются элементами второй целочисленной группы когомологий {\displaystyle H^{2}(M,\mathbb {Z} )} многообразия M, поскольку
{\displaystyle [M,BU(1)]\equiv [M,\mathbb {C} P^{\infty }]\equiv H^{2}(M)}.
Этот изоморфизм реализуется классом Эйлера. Эквивалентно, он является первым классом Чженя гладкого комплексного линейного расслоения (в основном потому, что окружность гомотопически эквивалентна {\displaystyle \mathbb {C} ^{*}}, комплексной плоскости с удалённым началом координат. А тогда комплексное линейное расслоение с удалённой нулевой секцией гомотопически эквивалентно расслоению на окружности)
Расслоение на окружности является главным расслоением {\displaystyle U(1)} тогда и только тогда, когда ассоциированное отображение {\displaystyle M\to B\mathbb {Z} _{2}} гомотопно нулю, что верно тогда и только тогда, когда расслоение является послойно ориентированными. Для более общего случая, когда расслоение на окружности многообразия M не может быть ориентированным, классы изоморфизмов находятся во взаимнооднозначном соответствии с гомотопическими классами отображений {\displaystyle M\to BO_{2}}. Это следует из расширения групп {\displaystyle SO_{2}\to O_{2}\to \mathbb {Z} _{2}}, где {\displaystyle SO_{2}\equiv U(1)}.

### Комплексы Делиня
Вышеприведённая классификация применима только к расслоениям на окружности в общем случае. Соответствующая классификация для гладких расслоений на окружности, или, скажем, расслоение на окружности с аффинной связностью требует более сложную теорию когомологий. Так, гладкие расслоения на окружности классифицируются второй когомологией Делиня {\displaystyle H_{D}^{2}(M,\mathbb {Z} )}, расслоения на окружности с аффинной связностью классифицируются посредством {\displaystyle H_{D}^{2}(M,\mathbb {Z} (2))}, в то время как {\displaystyle H_{D}^{3}(M,\mathbb {Z} )} классифицирует линейные расслоения на снопы.